# La fiaca (obra de teatro)
La fiaca  es una obra de teatro de Ricardo Talesnik estrenada en 1967.

## Argumento
Néstor Vignale es un individuo con una vida monótona y triste junto a su esposa Marta y su posesiva madre. Un buen día decide, por pereza, no acudir a su trabajo, ni realizar tareas en el hogar, ni comportarse como el resto. Quiere hacer uso de su libertad, y se dedica a holgazanear, a jugar, a divertirse. Incluso la televisión se hace eco de la situación. Llega sin embargo a la conclusión de que la necesidad de sobrevivir no le permite continuar indefinidamente en esa situación.

## Representaciones destacadas
- Santiago de Chile, 1 de septiembre de 1967.
  - Dirección: Jaime Celedón.

- Teatro San Telmo, Buenos Aires, 26 de septiembre de 1967.
  - Dirección: Carlos Gorostiza.
  - Intérpretes: Norman Briski, María Cristina Laurenz, Julio De Grazia, José Novoa.

- Teatro Eslava, Madrid, 13 de diciembre de 1968.
  - Dirección: Fernando Fernán Gómez.
  - Intérpretes: Fernando Fernán Gómez, Analía Gadé, Aurora Redondo, Manuel Alexandre, Avelino Cánovas, Antonio Varo.

- La fiaca (película) (Argentina, 1969).
  - Dirección: Fernando Ayala.
  - Intérpretes: Norman Briski, Norma Aleandro, Jorge Rivera López, Lydia Lamaison.

- Real Coliseo de Carlos III, San Lorenzo de El Escorial, 1984.
  - Dirección: Manuel Manzaneque.
  - Intérpretes: Francisco Piquer, África Pratt, Pilar Quebrada, Pastor Serrador.

- Teatro Albéniz, Madrid, 1994.
  - Dirección: María Ruiz.
  - Intérpretes: Raúl Sender, Mónica Cano, Margot Cottens, Manuel Andrés, Francisco Maestre.

- Galileo Teatro, Madrid, 2006.
  - Dirección: Manuel Troncoso.
  - Intérpretes: Miguel Ángel Fernández, Carmen Latorre, Charo Soriano.

- Teatro Larco, Lima, 2012.
  - Dirección: Giovanni Ciccia
  - Intérpretes: Óscar López Arias, Karina Jordán.